# Rød, Vålers kommun
Rød är en tätort i Vålers kommun i Østfold fylke i sydöstra Norge. Orten ligger där fylkesväg 115 möter fylkesväg 120, nordöst om staden Moss.